# São João (ort i Brasilien, Pernambuco, São João)
São João är en ort i Brasilien.   Den ligger i kommunen São João och delstaten Pernambuco, i den östra delen av landet, 1 500 km nordost om huvudstaden Brasília. São João ligger 712 meter över havet och antalet invånare är 6 926.
Terrängen runt São João är huvudsakligen platt, men västerut är den kuperad. Runt São João är det ganska tätbefolkat, med 80 invånare per kvadratkilometer.. Närmaste större samhälle är Garanhuns, 14,9 km väster om São João.
Omgivningarna runt São João är huvudsakligen savann.